# Mezinárodní trestní tribunál pro bývalou Jugoslávii

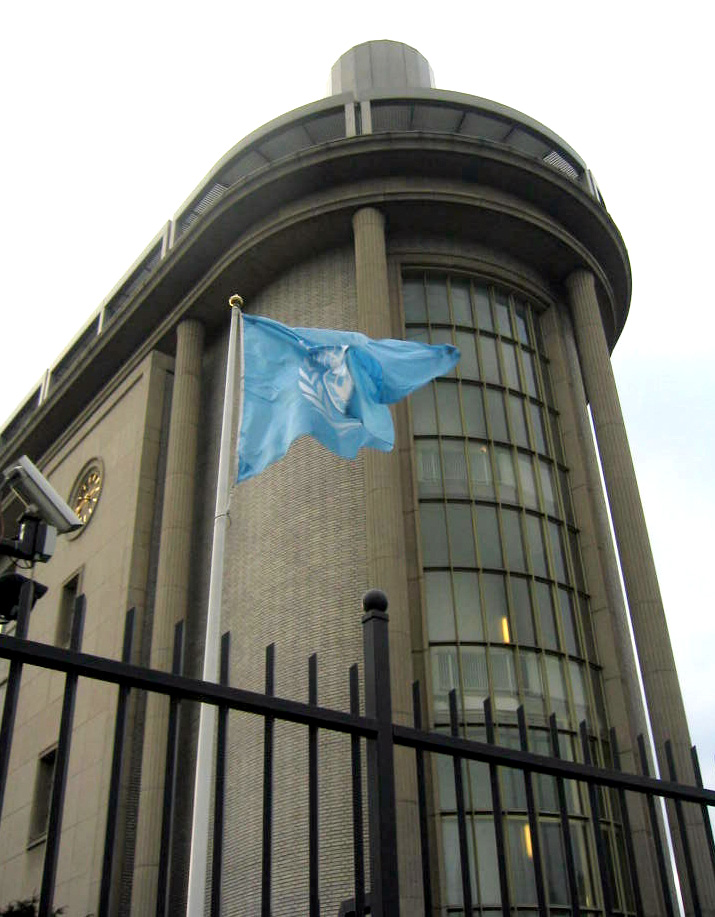
Budova tribunálu v Haagu

Mezinárodní trestní tribunál pro bývalou Jugoslávii (International Criminal Tribunal for the former Yugoslavia, ICTY) je zkratka pro Mezinárodní tribunál pro stíhání osob odpovědných za závažná porušení mezinárodního humanitárního práva spáchaná v bývalé Jugoslávií od roku 1991 (International Tribunal for the Prosecution of Persons Responsible for Serious Violations of International Humanitarian Law Committed in the Territory of the Former Yugoslavia since 1991).

## Historie

### Vznik a složení tribunálu

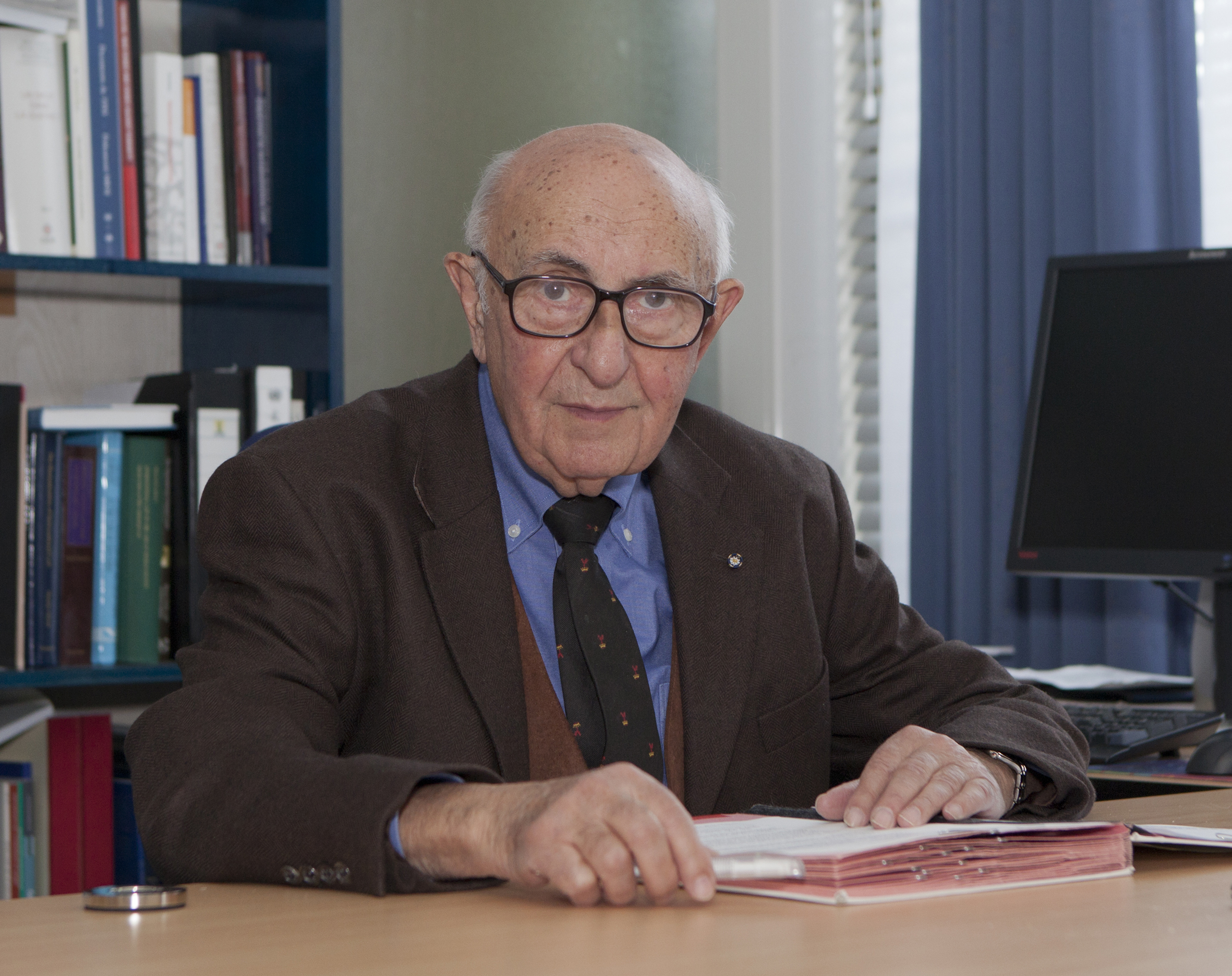
Theodor Meron, předseda tribunálu

Tribunál byl ustaven rezolucí Rady bezpečnosti Organizace spojených národů číslo 827, přijatou 25. května 1993 a sídlí v Haagu. Do jeho jurisdikce spadají následující zločiny, spáchané na území bývalé Jugoslávie od roku 1991: závažná porušení Ženevských konvencí, porušení válečného práva, genocida a zločiny proti lidskosti. Tribunál soudí pouze jednotlivce, nikoli organizace či vlády. Nejvyšší trest, který může udělit, je doživotní vězení.
Předsedou tohoto tribunálu byl např. americký soudce polského původu Theodor Meron, žalobkyní pak např. Carla del Ponteová. Post vrchního prokurátora zastával Sir Geoffrey Nice.
Tribunál zaniknul 31. prosince 2017. Ukončení jeho činnosti bylo dlouhodobě oddalováno. V srpnu 2003 byla schválena rezoluce OSN č. 1503 a v březnu 2004 rezoluce OSN č. 1534, která vyzývala k dokončení všech případů ICTY do konce roku 2010. K tomu nicméně nedošlo a na základě rezoluce č. 1966 byla činnost tribunálu prodloužena až do roku 2014. Poslední verdikty byly tribunálem vyneseny dne 22. listopadu 2017 a 29. listopadu 2017.

### Obžalovaní
K 16. březnu 2006 bylo obžalováno 161 osob, mezi nejznámější patřili Milan Babić, Ramuš Haradinaj, Radovan Karadžić, Slobodan Milošević, Ratko Mladić, Goran Hadžić či Naser Orić.
Soud se výslovně odmítl zabývat šetřením válečných zločinů politiků a vojáků Spojených států amerických a dalších členských zemí NATO. Jeho bývalá předsedkyně Carla del Ponteová ve své vzpomínkové publikaci také potvrdila, že v době její působnosti nebylo soudu umožněno vyšetřovat vážná podezření o obchodu kosovoalbánské mafie a UÇK s lidskými orgány zajatých Srbů.
Radovan Karadžić byl odsouzen 24. března 2016 ke čtyřiceti letům nepodmíněného trestu na základě deseti prokázaných obvinění z genocidy, zločinů proti lidskosti a válečných zločinů, včetně případu srebrenického masakru.
Ratko Mladić byl odsouzen 22. listopadu 2017 k doživotnímu trestu. Bylo mu prokázáno celkem 10 obvinění z genocidy, zločinů proti lidskosti a porušení zákonů nebo zvyklostí válečného práva. Jeho proces je posledním procesem tribunálu, případné odvolání již bude řešit Mechanismus OSN pro mezinárodní trestní tribunály.

K činnosti soudu zaznívala kritika vztahující se k okruhu obžalovaných. Mnozí cítili nespravedlnost, že obviněné Srby nedoprovázeli do Haagu vysoce postavení Chorvati, Bosňáci, Američané a především kosovští a makedonští teroristé. V Srbsku byl rozšířen mezi populací většinový názor, že tribunál je zaujatý a viní především Srby.